# Demografia da Guatemala
Os dados demográficos da Guatemala são diversificados, constituídos principalmente de mestiços, índios e europeus. Cerca de 60% da população fala espanhol, com quase todo o resto falando línguas ameríndias.
Os ladinos (mestiços e ameríndios ocidentalizados) e brancos compõem cerca de 59.4% da população da Guatemala. Os ameríndios não assimilados, descendentes dos maias, constituem 40.6% da população.Também há descendentes de africanos, especialmente ao longo da costa caribenha, em especial os Garifuna.

## Dados
De acordo com o CIA World Factbook, os mestiços e europeus compõem 59,4% da população. Os principais grupos ameríndios do país, em sua maioria povos maias, tem a seguinte participação demográfica:
- quichés 9,1%;
- Kaqchikel 8,4%;
- Mam 7,9%;
- Q'eqchi 6,3%.

Outros grupos maias representam 8,6%, não-indígenas maias 0,2%, e outros 0,1%. Assim, 40% da população é indígena. População europeia pura não é conhecida, porque o país classifica em seus censos mestiços e brancos conjuntamente.
Embora a maior parte da população da Guatemala seja rural, a urbanização está em aceleração. A maior cidade do país (também é a maior da América Central) é a Cidade da Guatemala, com aproximadamente 3 milhões de habitantes.
A religião predominante é o catolicismo romano, ao qual foram incorporadas formas tradicionais de culto por muitos guatemaltecos indígenas. Estima-se que o protestantismo e as religiões maias tradicionais sejam praticados por 40% e 1% da população, respectivamente.
Embora a língua oficial seja o espanhol, ela não é universalmente compreendida entre a população indígena; ainda são faladas várias línguas maias, em especial em áreas rurais.
Os acordos de paz assinados em Dezembro de 1996 determinam a tradução de alguns documentos oficiais e de materiais de voto para várias línguas indígenas.